# Царицинський похід
Царицинський похід  (26 квітня — 3 липня 1918) — похід відступаючої 5-та армія (РСЧА), разом із матеріальним майном з території УНР під натиском Армії УНР та німецьких військ із Мілерово в Царицин.

## Передісторія
1 квітня 1918 Центральний ревком Донбасу наказав усім ревкому приступити до евакуації майна. У наказі пропонувалося вивезти запаси зброї, хліба, банківські та поштові цінності, майно друкарень, у тому числі і приватних паперів. В останній момент потрібно було зняти всі телефонні апарати і апаратуру центральних телефонних станцій.
Вивіз цінностей йшов у двох напрямах: перший Дебальцеве — Зверево — Царицин; другий Таганрог — Ростов, Луганськ Міллерово Воронеж. У ряді міст створювалися свої евакуаційні комісії. У Юзівську евакуаційну комісію входили П. Алфьоров, Вербицький, Ф І Зайцев, М Толмачов.
До квітня в Донбасі зібралися відступаючі поїзди зі всієї України. З них формували ешелони, вантажили їх вугіллям і відправляли на схід. У напрямку Міллерово пішло 23 ешелону з вугіллям. У Царицин йшли 714 паровозів, 3034 вагона з людьми і вантажами.
З боку місцевого населення ці заходи зустрічали як підтримку так і протест. Прикладом підтримки може служити резолюція загальних зборів робочих Донецько Юр'ївського заводу від 12 квітня 1918 року «Якщо стратегічне положення вимагає від Радянської влади залишити нашу місцевість і заводи, повинно бути евакуйоване все що тільки може представляти цінність для нашого ворога»
28 квітня використовуючи своє чисельну перевагу австро-німецькі війська зайняли Луганськ, а 30 квітня — станцію Чертково, через яку здійснювався зв'язок Донбас з РРФСР. Шлях на північ був закритий. На південь також не можна було рухатися в Ростові знаходилися красновці. На станції Міллерово за пропозицією К. Е Ворошилова було ухвалено рішення відходити на схід, через донські степи до Царицина.

## Похід
По всьому шляху проходження йшли запеклі бої. Двічі на день, у 6:00 ранку та у 6:00 вечора донці обстрілювали 5-ту Червону армію з повітря, підривали мости через річки. З усіх боків наступали донські козаки. Важко було з продовольством. Положення ускладнювалося й тим, що разом з 5-й радянською армією рухалося більше трьох тисяч вагонів з державним майном та біженцями — робітниками і їхніми родинами.

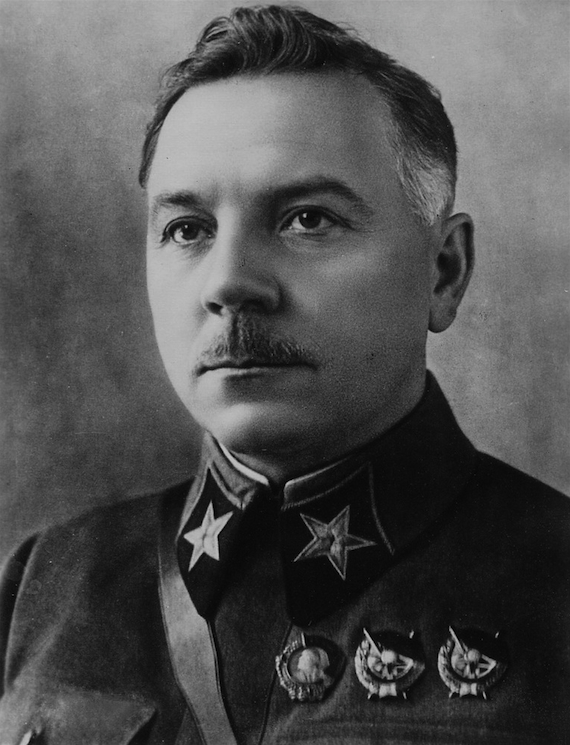

Командувач 5-ї радянської армії К. Е Ворошилов й 24-річний командир Н А Руднєв розробили план просування та охорони ешелонів. У голові і хвості колони йшли бронепоїзда. Червоноармійські частини охороняли ешелони по всьому шляху слідування. З бійців Червоної армії та біженців був сформований загін залізничників, у завдання якого входило відновлення шляхів.
Перші великі бої відступаючої Червоної армії розгорілися під станцією Кам'янська. 5-я армія і біженці рухалися в напрямку до станції Лиха. Німецьке командування вирішило оточити Лиху, атакувати ар'єргардні частини радянських військ під станцією Кам'янська. Тут же з'явилися загони донського козацтва, що дислокувалися у станиці Гундорській у 18 кілометрах від Кам'янської. Але більшовики вчинили опір. 1-й Луганський соціалістичний загін за наказом командувача К. Е Ворошилова атакував противника з півдня, а загони полтавських й харківських робітників з півночі. Тут же бився 1-й Донецький революційний полк, створений в березні 1918 року у Кам'янській Е. А. Щаденко. Донських козаків відкинули і переслідували двадцять верст.

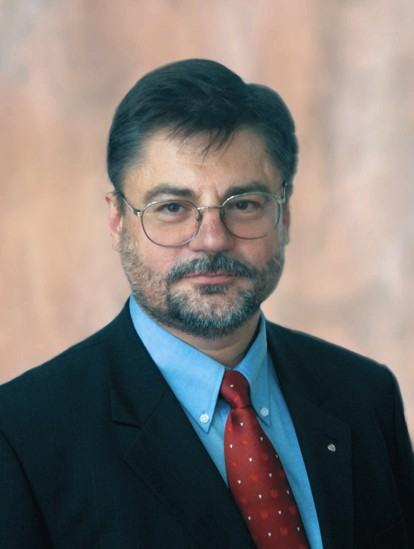
Пархоменко Олександр Якович (1886—1921)

1 травня ешелони підійшли до Лихої, де скупчилися численні склади. Німці вели регулярний артилерійський обстріл станції, а 4 травня ворожі літаки скинули на станцію бомби і обстріляли з кулеметів. Командир одного із загонів І. С. Локатош про ті дні писав «Снаряди і патрони рвуться. Хто не встиг проскочити ешелони горять. І все ж продовжують вириватися на Царицинську дорогу  з палаючими вагонами»
Наступним пунктом на шляху проходження відступаючих було Звірево, щоб пробитися на станцію Артем створив і очолив загін добровольців які на бронепоїзді увірвався в розпорядження ворожих частин обстріляли їх і відкинули від залізниці, розчистивши шлях для ешелонів, які через Сіверський Донець проходили по відновленому під обстрілом мосту. 6 травня останні ешелони покинули Лиху. Останнім ішов бронепоїзд під командуванням А. Я. Пархоменко прикриваючи відхід 5 -й армії. Несподівано шлях йому перегородили палаючі вагони з боєприпасами. Тоді Пархоменко наказав зняти з платформ бронепоїзда кулемета, вийняти замки з гармат і пустити сталеву громаду на зустріч ворожому поїзду. Скориставшись розгубленістю противника загін зайняв вигідну позицію неподалік станції, і протягом кількох годин відбивав ворожі атаки, даючи можливість відійти ешелонам якнайдалі.
У район Білої Калитви на допомогу 5-ї армії прийшли місцевий загін мобілізованих більшовиками шахтарів Богураївських рудень. Спільними силами вони відкинули козацькі загони й німецькі частини, забезпечивши ешелонами шлях далі до станції Морозівської. Важко було з водою. Водокачки на будівельних станціях були як правило зруйновані. На одній зі станцій Ворошилов звернувся до біженців з проханням про допомогу. У відповідь сотні людей вишикувалися, й цим живим ланцюгом у цеберках й котлелках, гуртами пішла до паровозів вода з далекого степового колодязя. У дорозі, особливо за Доном, все складніше ставало з харчами. Кожен шматок хліба, кожна купка пшона добувалася працею. Щоб легше було нагодувати армію й біженців, за пропозицією Артема і К. Е Ворошилова організували комуну, велику допомогу якій надавала козацька біднота. Вночі комунари підвозили воду, хліб, буряк й картоплю.
У Морозівської, однією з найбільш революційних станцій на Дону, на допомогу учасникам походу прийшли місцеві червоногвардійці. Вони об'єднані в Морозівський полк, що теж став пробиватися у Царицине. Морозівська рада робітничих селянських і козацьких депутатів зробила усе, щоб ешелони якнайшвидше проїхали на схід. Останнім станицю покидав загін на чолі з Артемом.
Безперервні бої, що вели учасники походу не проходили без жодного сліду. Поранені й хворі, займали вже цілий ешелон. Вони потребували термінової лікарської допомоги. Перед командуванням стояв вибір або залишити 600 бійців вмирати в дорозі, неймовірно скрутній навіть для здорових, або йдучи на ризик, відправити ешелон під охороною у Царицине. Можливість прорватися до своїх у санітарного ешелону все ж була. Командування зупинилося на другому варіанті.

Прапор Червоного Хреста

22 травня санітарний ешелон з прапором Червоного Хреста і під охороною бронепоїзда і спеціального загону прибув на станцію Суровикіно. Уночі бронепоїзд пішов на розвідку. Цим й скористався ворог, якого попередив власний агент у лавах червоноармійців. На світанку білогвардійці почали артобстріл. Снаряди рвалися на шляхах, вбиваючи осколками поранених, що вибиралися з вагонів. Потім на станцію кинулися козацька кіннота й піхота. Без успіху охорони ешелону намагалася їм протистояти. До 9 години козаки дісталися до поїзда й розправилися з пораненими. Сестер милосердя які намагалися напоумити козаків розстрілювали на місці.

На станцію прорвалася бронеплощадка, на якій були Климент Ворошилов і Олександр Пархоменко. З 600 поранених і хворих у живих залишилося лише 70 осіб. Почепили паровоз, щоб відвести санітарний поїзд у безпечне місце. Проте був убитий радянський машиніст. Тоді його місце зайняв Пархоменко. Він був поранений обстрілом у плече й у руку, проте вивів ешелон з-під вогню. 24 травня відбувся траурний мітинг. Бійці поклялися над могилою загиблих помститися за них до кінця служити справі революції.

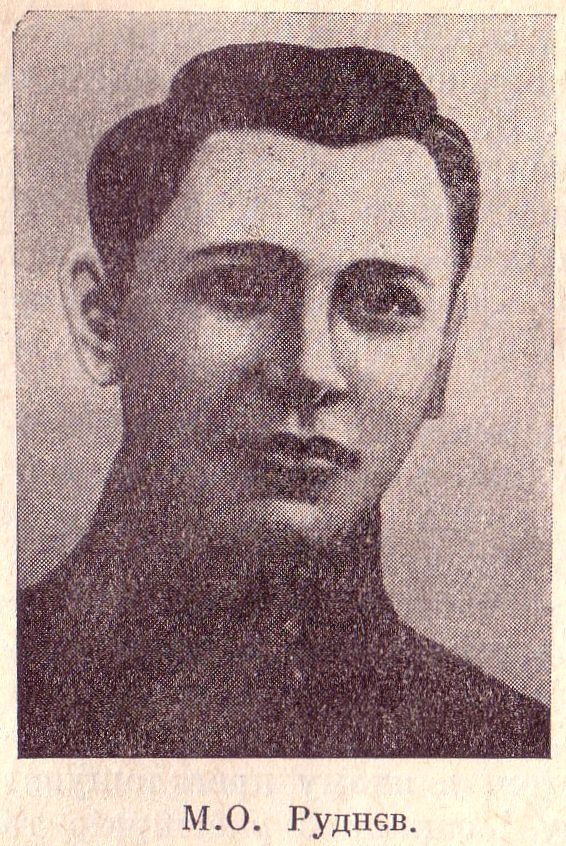

Бої в районі Суровикіно тривали. Білогвардійці, маючи чисельну перевагу, були настільки впевнені у своїй перемозі, що навіть прислали своїх парламентерів з пропозицією здатися. Проте вони були відкинуті від залізниці. 2 червня частини 5-ї радянської армії рушили на станцію Чірі, минувши її, підійшли до Дону. І тут виявилося, що залізничний міст через річку в районі Ричковських висот підірваний. А до Царицина палицею докинути. Командування ухвалило рішення будувати міст.

Технічне керівництво покладалося на колишнього студента Московського імператорського інженерного училища Ф. А. Сергєєва. Перш за все необхідно було забурити річку на 5 сажнів, що було непросто при швидкій течії. У хід пішли тини, розібрані сараї, зв'язки колод, броні. Землю з ближнього кургану носили на тут же споруджених носилках, у відрах, мішках, які приватно замінялися пов'язаними сорочками. Роботи велися під безперервним вогнем. У найближчій станиці Нижньо-Чирський знаходився штаб білого генерала Мамонтова. До червня 1918 під командуванням цього отамана було 12 тисяч солдатів, десятки гармат, сотні кулеметів кілька літаків. Спільно з Мамонтовим діяли війська білого генерала Фіцхелаурова. Усі ці сили були кинуті проти 5-ї армії.

Бронепоїзд «Черепаха», що діяв під Царициним в 1918 році

Червоні воїни зайняли кругову оборону. Одним з опорних пунктів стали Ричковські висоти. По 12—17 раз на добу робили атаки білі, але учасники походу трималися стійко. Не раз в боях відрізнялася молода революціонерка з Луганська Ксенія Елтанська.
Бої у Ричковських висот йшли з 16 червня по 2 липня. Героїчно бився зведений полк І. Локатоша. Найбільша тяжкість лягла на групу М. Руднєва.
30 червня першим по поновленому мосту пройшов бронепоїзд «Черепаха». Полотно витримало випробування на міцність, і в ніч з 1 на 2 липня по мосту пройшли ешелони. Незабаром червоні частини групи військ Ворошилова 5-та й 3-тя армія добровольці з Морозівського та Донецького округів зайняли станцію Ляпічеву. На сусідній станції Крива Музга вже тримали оборону захисники Царицина. Прагнучи на допомогу воїнам К. Е Ворошилов, вони перейшли в наступ білогвардійці були відкинуті від залізничного полотна й шлях ешелонів до Царицино відкритий.

## Похід в культурі

### У літературі
Серед червоногвардійців під час походу була створена пісня про бойову подругу яка пройшла бойовий шлях від Дубов'язівки до Царицина Ксенії Елтанской яку бойові товариші називали Оксана кулеметниця:
…Понад Бугом, понад Доном
Вилітала мужньо в бій
Попереду з ескадроном
На тачанці бойовій.
В люті грози і бурани
Не змовкав свинцевий шквал,
Кулеметниця Оксана
Клала білих наповал.
Вісімнадцять літ від роду,
А в очах безхмарна синь.
Ксеня йшла служить народу
В Ворошиловський загін.
Наша пісня величає
Бойові минулі дні,
За хоробрість орден сяє

У Оксани на груді.